# Віньякурська вежа
35°56′58″ пн. ш. 14°24′10″ сх. д. / 35.94944444° пн. ш. 14.40277778° сх. д.
Башта Віньякур (мальт. Torri ta' Wignacourt), також відома як вежа Святого Павла (мальт. Torri ta' San Pawl il-Baħar), — бастіонна сторожова вежа в Сан-Пауль-іль-Бахар, Мальта. Це була перша з шести веж Віньякур, які були побудовані, і перший камінь був закладений 10 лютого 1610 року. Він замінив роль ферми Та' Табібу, яка раніше була відома як вежа Дейма. Через століття в 1715 році була додана артилерійська батарея. Сьогодні вежа є музеєм укріплень навколо Мальтійських островів.
Вежа Віньякур була другою вежею, побудованою на Мальтійських островах, після вежі Гарзес на Гозо. Це також була перша вежа, побудована на головному острові. Оскільки вежа Гарзес була знесена в 1848 році, вежа Віньякур зараз є найстарішою збереженою сторожовою вежею на Мальті.

## Історія

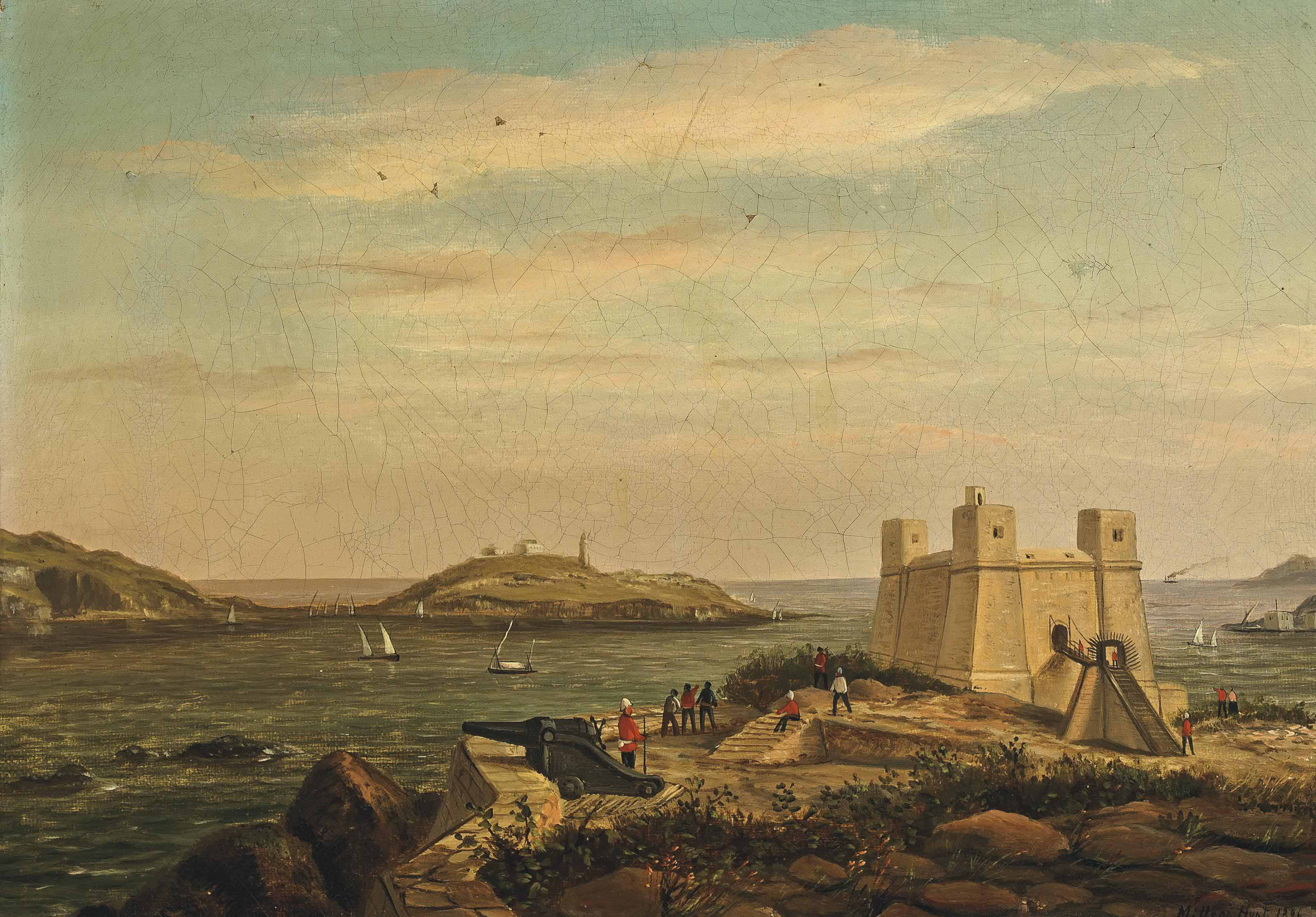
Вежа Віньякур із затокою Святого Павла за її межами, Мальта, художник Мілсон Хант, 1806 рік

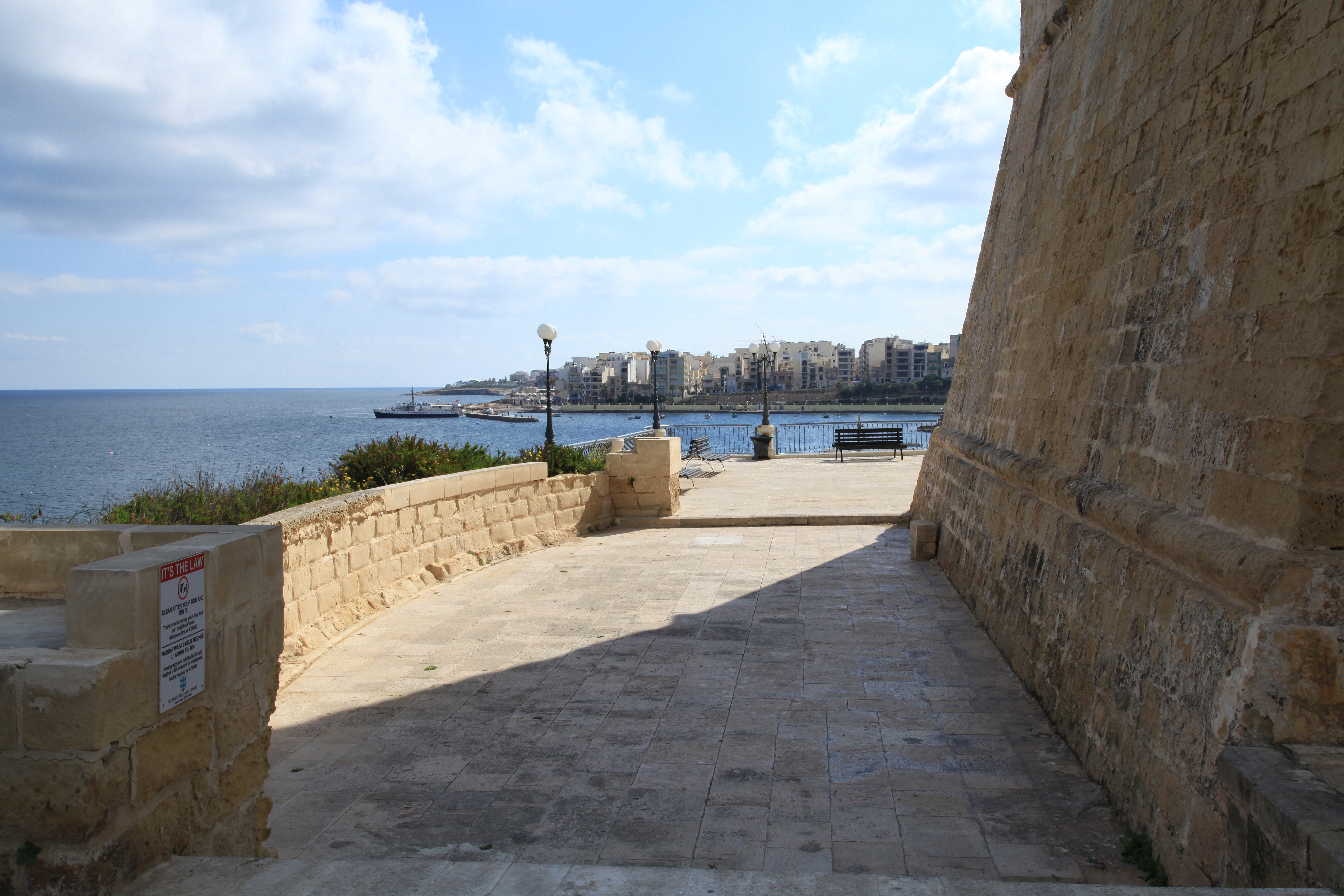
Батарея Вігнакурської вежі

До кінця 16 століття район гавані Мальти був значно укріплений. Однак решта островів була практично незахищена, а берегова лінія була відкрита для нападів османів або берберійських корсарів. Це почало змінюватися на початку 17 століття, коли Мартін Гарзес, великий магістр Ордена Госпітальєрів, виділив кошти на будівництво вежі Гарзес на Гозо. Наступник Гарзеса, Алоф де Віньякур, мав намір побудувати серію веж навколо берегової лінії, які фінансувалися ним особисто і стали відомі як вежі Віньякурта .
Перша вежа була побудована для захисту затоки Святого Павла і називалася вежею Віньякур на честь великого магістра. 7 листопада 1609 року плани та макет вежі були представлені орденській раді. Перший камінь був освячений і закладений 10 лютого 1610 року, а супровідну церемонію відвідав особисто Віньякур. Будівництво вежі коштувало 6748 скуді, 7 тарі та 10 грані.
Хоча є твердження, що вежу спроектував Вітторіо Кассар, він зникає з військових записів Ордену приблизно в 1603 році. Кассар помер приблизно в червні 1609 року, ще до початку робіт на вежі. Архітектором Вігнакурської вежі, ймовірно, був невідомий мальтійський капомастро.
Вежа була єдиним великим укріпленням на півночі Мальти до побудови вежі Святої Агати в 1649 році. У його полі зору були вежа Кавра (побудована 1638), батарея Бугібба (побудована 1715) і батарея Містра (побудована 1761).
У 1715 році до вежі була додана берегова батарея для розміщення двох 18-фунтових гармат. Приблизно в 1761 році до нижньої половини споруди було додано контрфорси.
Після того, як Мальта підпала під владу Великобританії, вежа стала використовуватися як поліцейська дільниця. З 1891 по 1921 рік у поліцейській дільниці було розташоване поштове агентство, і в цей період використовувався поштовий штемпель із написом «Бухта Святого Павла». У 1931 році поліцейська дільниця була закрита, а з 1937 по 1963 рік вежу займало відділення пошти і телефону.
Початковий вхід до вежі розташовувався на першому поверсі і був доступний через звідний міст, що складався з кам'яних сходів. У 1950-х роках сходи були прибрані у зв'язку з розширенням дороги перед вежею. Замість них було добудовано новий вхід на першому поверсі. Колесо звідного мосту збереглося, а також залишаються двері та ключ від основного входу.

## Сьогодення

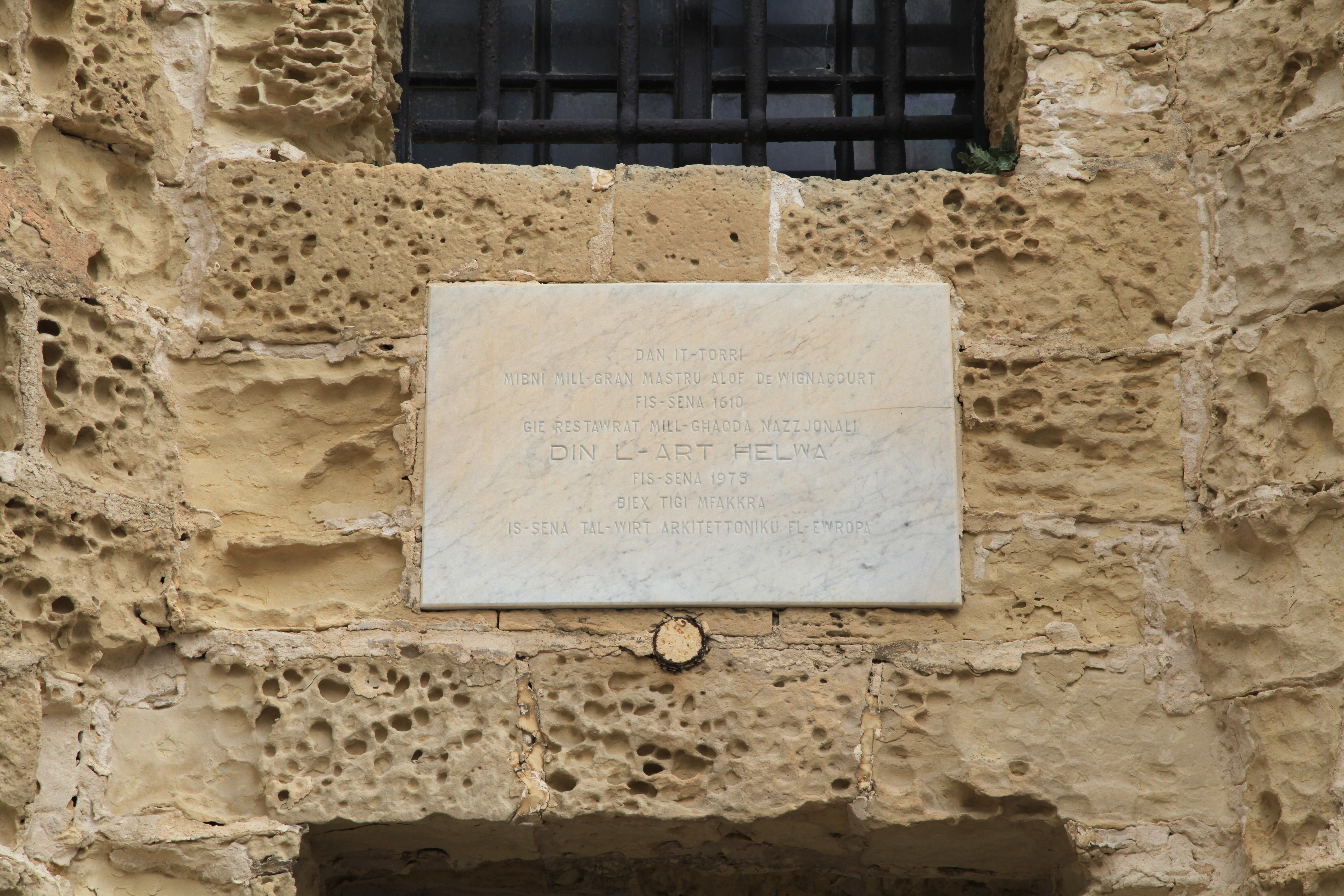
Мармурова дошка на вежі в пам'ять про її реставрацію

У 1967 році уряд оголосив тендер на оренду вежі, і в 1970 році її передали в оренду компанії Din l-Art Ħelwa. У 1973—1976 роках була відновлена. Під час реставрації башточки вежі були повністю перебудовані. Над входом на першому поверсі встановлено мармурову дошку з написом.
З 1998 року вежа стала музеєм, а її експозиції включають моделі фортифікаційних споруд Мальти, репродукції предметів, якими користувалися мешканці вежі в 17-му та 18-му століттях, старі фотографії та відреставровану гармату.
У 2010 році було відзначено 400-річчя вежі місцевою радою Сент-Полс-Бей, комітетом Festa та організацією Din l-Art Ħelwa за допомогою різноманітних заходів.

## У масовій культурі
- Вежа була зображена на поштовій марці, випущеній MaltaPost у 2006 році[8]